# Crocanthemum patens
Crocanthemum patens es una especie de plantas de la familia Cistaceae.

## Clasificación y descripción
Planta herbácea perenne o algo arbustiva, ascendente a erecta, de (5) 10 a 20 (30) cm de alto, pubescente en mayor o menor grado, presentando por lo general pelos estrellados toscos abundantes, combinados con relativamente pocos pelos simples o bifurcados; tallos uno o varios a muy numerosos, en ocasiones ramificados; hojas sésiles o sobre peciolos hasta de 1 mm de largo, láminas ovadoelípticas a estrechamente elípticas o linear-lanceoladas, de 2 a 10 (15) mm de largo y de (0.6) 1 a 4 (6) mm de ancho, ápice agudo, base cuneada, nervio medio prominente en el envés, esparcida a densamente estrellado-pubescentes y por lo común de color verde claro, a veces verde obscuro y/o algo cenizas en ambas caras, principalmente en el envés.
Flores todas casmógamas, más bien escasas, esparcidas sobre el tallo, solitarias, sobre pedúnculos largos y delgados de 5 a 15 mm de longitud, divergentes o en ángulo agudo con respecto al tallo, a veces rojizos, articulados cerca de la base; sépalos estrellado pubescentes con pelos simples o bifurcados entremezclados, porción libre de los sépalos exteriores linear, de 1 a 2.5 mm de largo y 0.2 a 0.4 mm de ancho, los interiores ovados, agudos, de 2.5 a 4 mm de largo y de 1.6 a 3 mm de ancho, en ocasiones teñidos de rojo y con uno de los bordes escarioso y de color más claro; pétalos amarillos, a veces rosados en el botón o en ejemplares de herbario, obovados, de 4 a 6 mm de largo y de 2.5 a 5 mm de ancho; estambres 10 a 14 (20); cáliz del fruto ovoide a subgloboso, de 3 a 5 mm de largo y de 2.5 a 4 mm de ancho; cápsula ovoide a subglobosa, de 3 a 4 mm de largo; semillas 10 a 13 (20), diminutamente granulosas.

## Distribución
Zacatecas, San Luis Potosí, Guanajuato, Querétaro, Hidalgo, Jalisco y Puebla. Relativamente bien representada en algunas zonas perturbadas, semiáridas de la Altiplanicie; aunque localizada, suele ser abundante en donde se le encuentra, por lo que parece no estar en peligro de extinción.

## Hábitat
En la zona de estudio conocida especialmente de Guanajuato; además se ha colectado un par de veces en Querétaro. Especie característica de pastizales y de encinares y pinares de tipo xerofítico. Altitud 1900-2500 m s. n. m. Floración de junio a noviembre.

## Estado de conservación
No se encuentra bajo algún estatus de protección.